# Țiriac Foundation Trophy 2023
Țiriac Foundation Trophy 2023 a fost un turneu profesionist de tenis care s-a jucat în exterior, pe terenuri cu zgură. A fost cea de-a doua ediții a turneului și a făcut parte din turneeele WTA 125 din 2023, oferind premii totale de 115.000 de dolari. A avut loc la Centrul Național de Tenis din București, România, între 11 și 17 septembrie 2022.

## Campioni

### Simplu
Pentru mai multe informații consultați Țiriac Foundation Trophy 2023 – Simplu

### Dublu
Pentru mai multe informații consultați Țiriac Foundation Trophy 2023 – Dublu

## Distribuția punctelor
| Probă  | C   | F  | SF | QF | R16 | R32 | Q   | Q2  | Q1  |
| Simplu | 160 | 95 | 57 | 29 | 15  | 1   | 5   | 4   | 1   |
| Dublu  | 160 | 95 | 57 | 29 | 1   | N/A | N/A | N/A | N/A |

## Premii în bani
| Probă   | C        | F       | SF      | QF      | R16     | R321    | Q2    | Q1    |
| Simplu  | 15.000 $ | 8.500 $ | 6.000 $ | 4.000 $ | 2.000 $ | 1.250 $ | 800 $ | 600 $ |
| Dublu * | 5.000 $  | 2.500 $ | 1.500 $ | 1.250 $ | 1.000 $ | N/A     | N/A   | N/A   |

*per echipă